# Nano-ITX
Nano-ITX(ナノ・アイティーエックス)とは、VIA Technologiesが開発・提唱するマザーボードのフォームファクタの一つである。
Mini-ITXよりもさらに小さく、マザーボードのサイズは12cmx12cmである。
Mini-ITXと異なり、基本的にVIAのみがマザーボードを販売している。

尚、VIA nanoとは、開発元が同じであること以外、特に関係があるわけではない。